# Sunshine Record Company
Die Sunshine Record Company war ein kurzlebiges amerikanisches Blues- und Jazz-Label der 1920er-Jahre. Es gehörte mit Black Swan, Meritt, Black Patti, Vocalion und Gennett zu den frühen unabhängigen Plattenlabel Amerikas. Die beiden von Kid Ory aufgenommenen Titel für Sunshine, „Ory’s Creole Trombone“ und „Society Blues“ gelten als eine der ersten Jazz-Aufnahmen einer afroamerikanischen Band.

## Die Sessions mit Kid Ory
Die in Los Angeles ansässige Sunshine Record Company wurde 1921 von Johnny und Reb Spikes, Inhaber der Spikes Brothers Phonograph Company Inc. gegründet. Das Label gilt als erstes unabhängiges Musiklabel der Stadt unter afroamerikanischer Leitung. Die Gebrüder Spikes produzierten nur einige wenige Titel auf ihrem Label, darunter die ersten Aufnahmen im Mai oder Juni 1922 von Instrumental-Titeln einer afroamerikanischen Jazzband, „Ory’s Creole Trombone“ und „Society Blues“ von Kid Orys Creole Orchestra, das hier als Ory’s Sunshine Orchestra firmierte. Die Band bestand aus Mutt Carey (Korneet), Kid Ory (Posaune), Dink Johnson (Klarinette), Freddie Washington (Piano), Ed Garland (Kontrabass) und Ben Borders (Schlagzeug).
Die von Sunrise produzierte Schellack-Platte wurde im Musikladen der Gebrüder Spikes verkauft, der sich Ecke 12th und Central Avenue in Los Angeles befand und auch eine Anlaufstelle für jobsuchende Jazzmusiker war. Lediglich 5000 Exemplare der Platte wurden hergestellt. Die Aufnahmen gelten heute als gelungene Beispiele des New Orleans Jazz. (Ory nahm den Titel „Ory’s Creole Trombone“ fünf Jahre später erneut mit Louis Armstrong and His Hot Five auf.)
In gleicher Besetzung wurden zunächst vier weitere Vokalnummern eingespielt, zwei („Maybe Someday“ und „That Sweet Something, Dear“) im Juni 1922 mit der Blues-Sängerin Ruth Lee, begleitet von Spike’s Seven Pods of Pepper (der Kid-Ory-Band in gleicher Besetzung), zwei weitere Titel („Krooked Blues“ und „When You're Alone Blues“) entstanden einen Monat zuvor mit der Blues-Sängerin Roberta Dudley.

## Rechtsstreit mit Andrae Nordskog
Die Sessions fanden im Studio von Andrae (Arne Andreas) Nordskog (1885–1962) in Santa Monica statt, einem Pionier der klassischen Musikszene in Los Angeles. Angeblich ohne von den Spikes-Brüdern dazu ermächtigt zu sein, veröffentlichte Nordskog die Aufnahmen Orys unter dem Bandnamen The Seven Pods of Pepper unter seinem Plattenlabel Nordskog Phonograph Recording Company. Als sich daraufhin die Spikes-Brüder weigerten, Nordskog für die erhaltenen Platten in voller Höhe zu bezahlen, strengte dieser einen Prozess beim Kammergericht (Superior Court) in Los Angeles an. Ory beendete derweil seine Geschäftsbeziehungen mit der Sunshine Record Company und gründete ein eigenes Sunshine-Label. Nach Ansicht von Arne Norskog, der den Rechtsstreit auch gewann, stellte sich der Sachverhalt anders dar:
„Die Spikes-Brüder arrangierten für Kid Orys Band eine Aufnahmesession in Nordskog Studio in Santa Monica. Veröffentlicht wurden diese weltweit auf dem Norskog Label, wobei die Spikes-Brüder eine große Anzahl von Exemplaren für den Verkauf in ihrem eigenen Geschäft bestellten, wo sie sich im Handel der Neger wie warme Semmeln verkauften.“